# Gorenja vas pri Mirni
Gorenja vas pri Mirni je naselje v občini Mirna.
Gorenja vas pri Mirni je gručasto naselje zahodno od Mirne v strmem pobočju Gorenjske gore ali Ključa (380 m). V bližnjem gozdu so bile odkrite prazgodovinske najdbe in rimski grobovi. Na jugu naselja je vlažna dolina Devci, ki prehaja proti vzhodu v široke, zamočvirjene Loge, kjer  teče potok Vejar ali Cedilnica, ki se iz Logov po tesni dolini med Ključem, Trbincem in Brezovškim hribom usmeri proti Mirni. Nad Devci pri Dulanji hosti je zaselek Dobrava, na Ključu med vinogradi z zidanicami se nahaja zaselek Gorenjska gora, pod zidanicami pa je občasni izvir Maklen. Severna stran Ključa je pod gozdom in se strmo spušča v dolino Mirne, na zahodni strani pa je Hrib z njivami na terasah. Nad njim sta gozdnata Boršt in Žlebina, ki prehajata v Zagorico. Prst je plitva peščena ilovica, obdelovalnih tal je malo, ob hišah pa raste staro sadno drevje, največ jablane in slive. S Ključa se odpira lep razgled po Mirnski dolini. 
Med zadnjo vojno je bilo precej ljudi s tega območja v partizanih, Italijani pa so 16. 9. 1942 požgali več kot polovico hiš.